# Targa Florio 1972

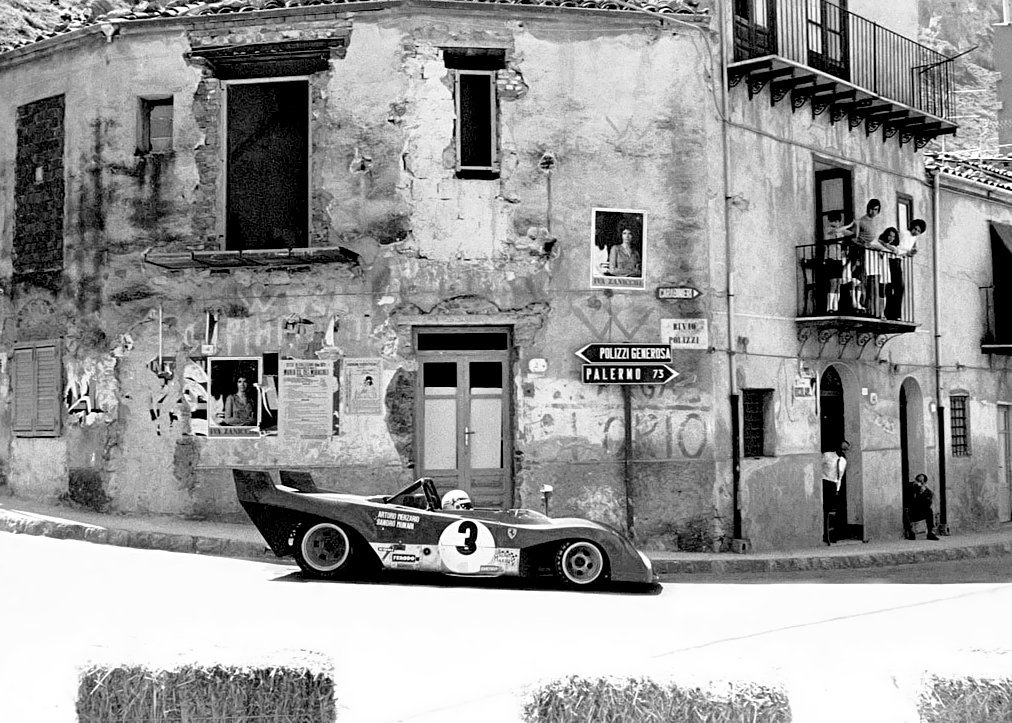
Rennsieger Arturo Merzario im Ferrari 312PB in Collesano

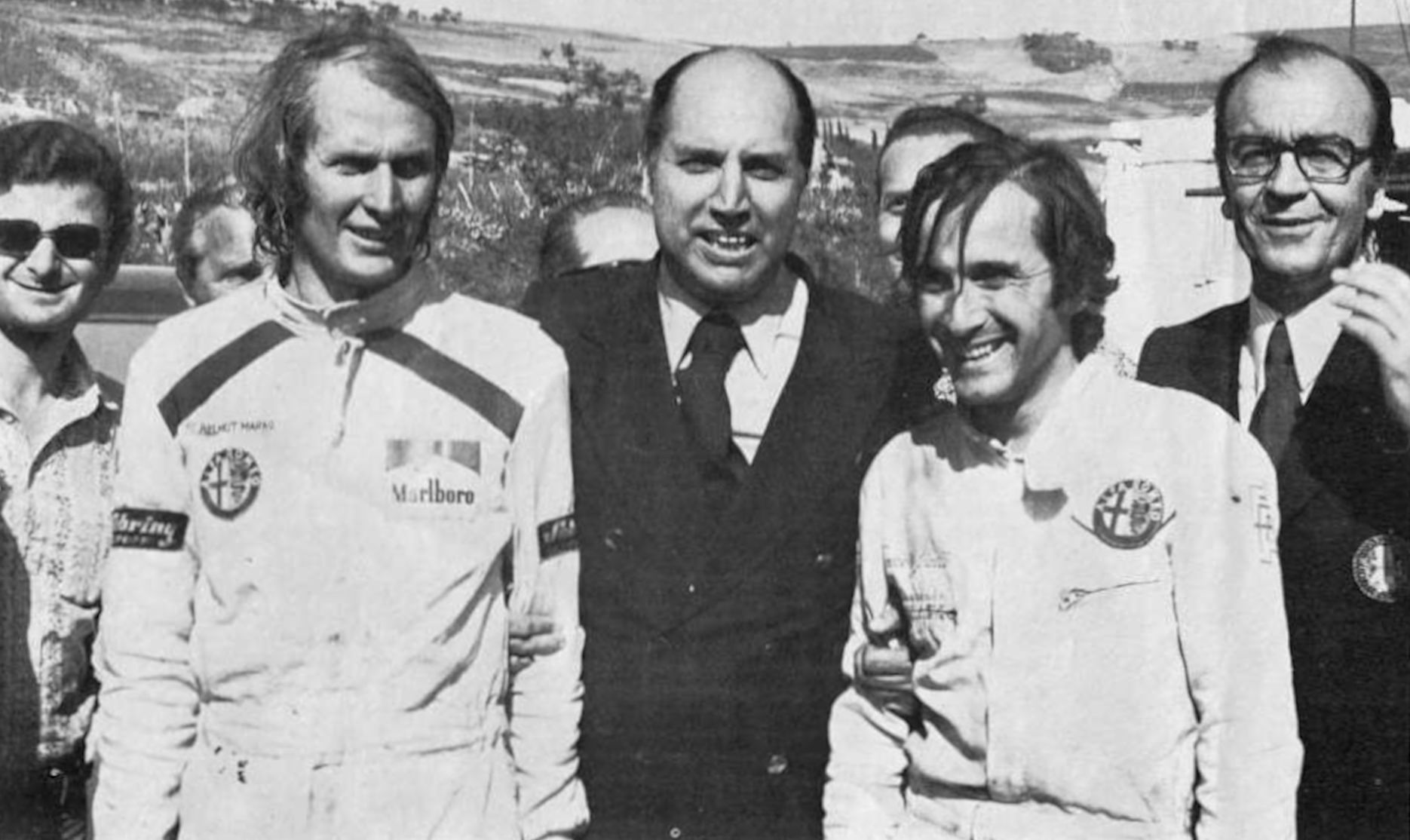
Vone: die zweitplatzierten Helmut Marko und Nanni Galli, dahinter Alberto Rogano (Sekretär des italienischen Automobilclubs) und Giacomo Sansone (Automobilclub Palermo)

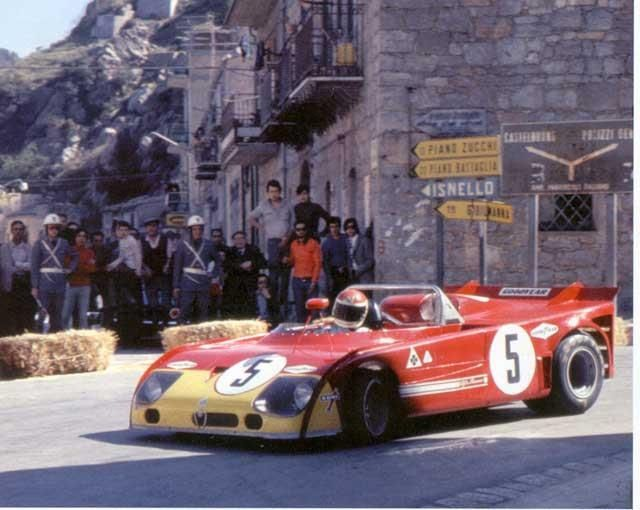
Helmut Marko im zweitplatzierten Alfa Romeo T33/TT/3

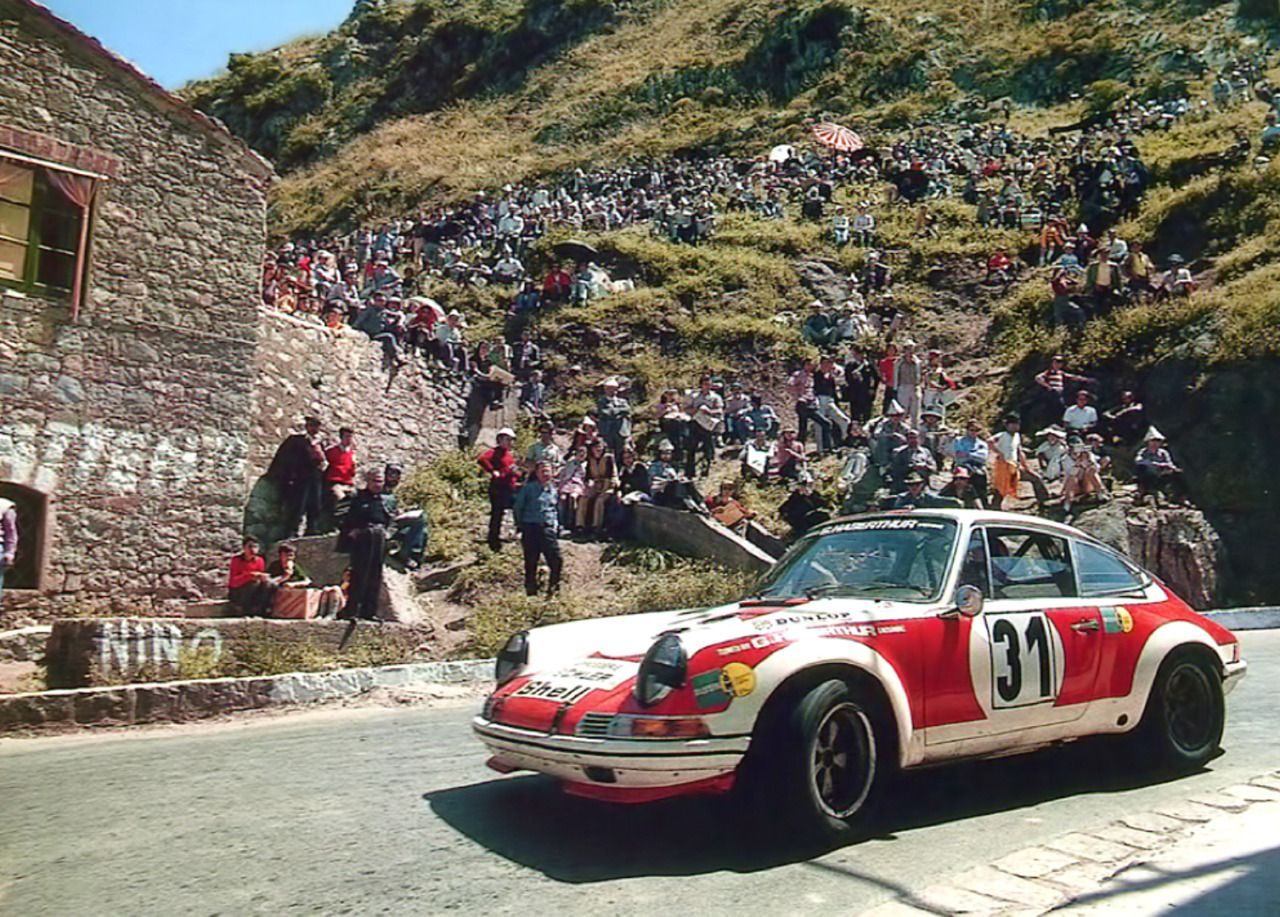
Der ausgefallene Porsche 911S von Gérard Darton-Merlin und Raymond Pochet

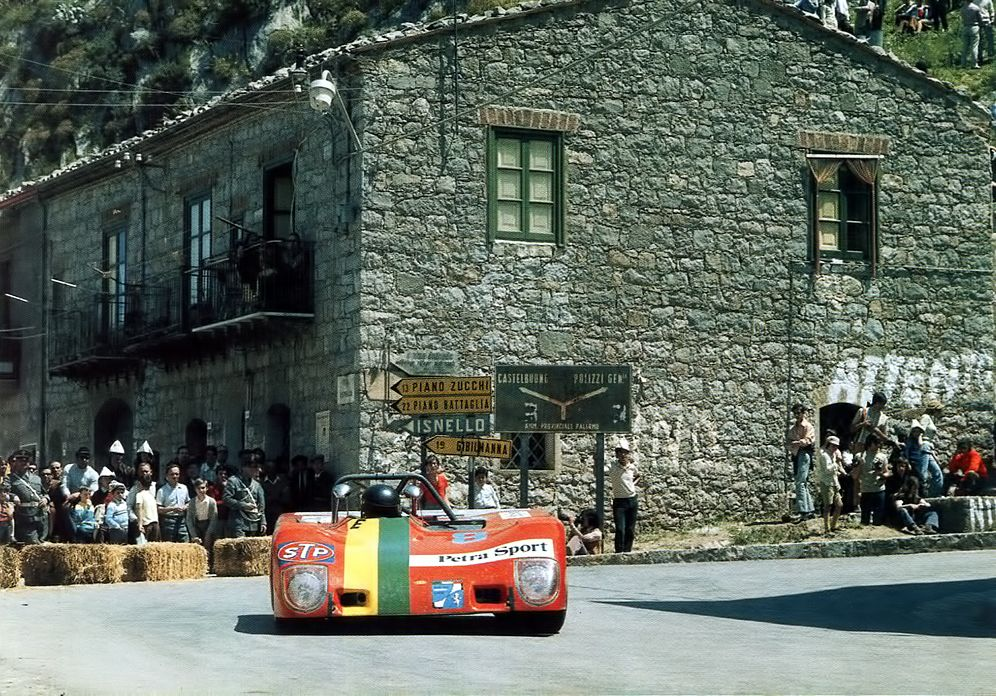
Lola T290 #8 von Zadra/Pasolini in Collesano, sie belegten Rang 4

Die 56. Targa Florio, auch Targa Florio, Piccolo Circuito delle Madonie, Sicilia, auf Sizilien fand am 21. Mai 1972 statt und war der siebte Wertungslauf der Sportwagen-Weltmeisterschaft dieses Jahres.

## Vor dem Rennen
Nach den Vorfällen bei der Targa Florio 1971, Brian Redman hatte einen schweren Feuerunfall und Fulvio Tandoi verunglückte tödlich, stieg die Kritik an der sizilianischen Rennveranstaltung. Die Zuschauer, die zu Hunderttausenden an der Strecke standen, wurden immer undisziplinierter. Begeisterte Menschen versuchten in Serpentinen-Kurven die Wagen anzufassen als ob es Radrennfahrer wären. Menschenmassen, Felsen, Bäume, Dörfer und Abgründe säumten die Rennstrecke, Auslaufzonen waren praktisch nicht vorhanden. Verlorene Hufnägel von Pferden waren ein Problem, Hühner waren nicht selten auf der Fahrbahn und zwei unwissende Einheimische fuhren 1971 trotz Absperrungen während des Trainings mit ihren Fahrzeugen auf die 70 km lange Strecke die aufgrund der Länge kaum abzusichern war. Nur durch Glück konnten schwere Unfälle verhindert werden. In der FISA, die für die Ausrichtung der Rennen der Sportwagen-Weltmeisterschaft verantwortlich war, machten vor allem die in der Grand Prix Drivers’ Association organisierten Formel-1-Fahrer Stimmung gegen das Straßenrennen, das im Gegensatz zu den bereits in den 1950ern eingestellten Carrera Panamericana und Mille Miglia auch in Zeiten von Slicks und Heckflügeln noch als WM-Lauf für großvolumige Sportwagen ausgetragen wurde. Das andere mit der Targa vergleichbare 66 km lange italienische Straßenrennen war nach dem 500-km-Rennen von Mugello 1967 aus dem WM-Kalender gestrichen worden. 
Trotz aller Widerstände fand die Targa auch 1972 und 1973 als Sportwagen-Weltmeisterschaftslauf statt. Quasi als Ersatz bekam Sizilien auf der relativ simplen Rundstrecke von Enna-Pergusa ab 1975 einige Sportwagen-WM-Prädikate zugesprochen.

## Das Rennen
Nach 16 Teilnahmen in ununterbrochener Folge war Porsche zum ersten Mal seit 1959 bei der Targa nicht mit Werkswagen vertreten denn ab der Sportwagen-Weltmeisterschaft 1972 waren nicht nur die Fünfliter-Sportwagen nicht mehr zugelassen, es mussten auch die Dreiliter-Prototypen deutlich mehr Mindestgewicht auf die Waage bringen als die Porsche 908/03 aufwiesen, so dass der Leistungsnachteil des luftgekühlten Zweitventil-Achtzylinders nicht mehr kompensiert werden konnte, und in der WM startwillige private 908-Besitzer Ballast zuladen mussten. Dagegen hatten Ferrari, Alfa, Ford und Matra jeweils moderne wassergekühlte V12-oder V8-Motoren mit Vierventiltechnik die Formel-1-Rennen gewannen und im Langstreckeneinsatz etwas gedrosselt waren.
Die Scuderia Ferrari hat mit dem Rennwagenmodell Ferrari 312PB die ersten sechs Läufe der Sportwagen-Weltmeisterschaft 1972 bis zur Targa dominiert, teils mit Doppelsiegen, wodurch die Alfa Romeo Tipo 33 jeweils nur 12 Punkte für den dritten Platz sammeln konnten und dann zwei Rennen aussetzten. Am Ende wurde 1972 jeder WM-Wertungslauf von den Werkswagen aus Maranello gewonnen, nur Le Mans ging an Matra-Simca, wobei Ferrari kurzfristig zurückgezogen hatte.
Zuletzt 1965 hatte Ferrari Targa und Le Mans gewonnen, hatte mit F1 und Sportwagen doppelte Belastung, seither keine für die besonderen Verhältnisse dieser Rennen optimierte Sportwagen entwickelt, war 1970 werksseitig mit dem schweren 512S in Sizilien angetreten, 1971 gar nicht. Da schon eine Woche nach der Targa die 1000-km Nürburgring anstanden, und alsbald 24h Le Mans, brachte die Scuderia nur eine Art Ersatzmannschaft nach Sizilien, mit zwei Wagen, für die rein italienische Fahrerpaarung Arturo Merzario und Sandro Munari. Merzario war Abarth-Werksfahrer, hatte bei der Targa '70 einen frühen Ausfall, und auch 72' bei den Überseerennen nur Ausfälle zu verbuchen, während Mario Andretti mit Jacky Ickx drei Siege für Ferrari einfuhr bevor er sich dem mehrwöchigen Prozedere der Indy 500 unterzog. Merzario wurde mit Redman gepaart, beide fielen in Monza aus, gewannen jedoch die 1000 km vo Spa vor Ickx/Regazzoni. Die meisten Formel-1-Fahrer der Scuderia-Prototypen waren das Wochenende zuvor in Monaco am Start, wo Redman, sowohl Targa-Sieger als auch Targa-Unfallopfer, einen McLaren auf Platz 5 fuhr. Ickx wurde Zweiter, Regazzoni fiel aus, Ronnie Peterson fuhr einen March auf 11.
Munari war ab 1967 mit Lancia Fulvia HF bei der Targa am Start, hatte '69 und '70 jeweils den neunten Gesamtplatz vorzuweisen, zudem jüngst die Rallye Monte Carlo gewonnen. Da er in der Rallye-Weltmeisterschaft für Lancia an den Start ging, konnte er, obwohl Lancia und Ferrari seit 1969 zu FIAT gehörten und der Lancia Stratos HF mit Ferrari-Dino-V6 entwickelt wurde, erst nach einer Anfrage von Enzo Ferrari für dieses eine Rennen verpflichtet werden. Nach einigen Testrunden im 312PB-Prototyp in Fiorano konnte Munari an vier Trainingstagen auch einen Ferrari Dino 246 nutzen. Mit Munari kam auch Cesare Fiorio nach Sizilien; er vertrat den mit der Targa nicht vertrauten Peter Schetty als Rennleiter.
Auf Anregung von Fiorio kam bei Ferrari erstmals Funk zwischen Box und Fahrer zum Einsatz. Der Fahrer konnte zwar nicht sprechen, dabei wäre ohne Kehlkopfmikrofon im offenen Rennwagen wohl wenig zu verstehen gewesen, aber Hinweise durch Funkamateure empfangen. Da Carlo Chiti diese Technologie auch bei Alfa Romeo Motorsport aufbot war die enorm lange Strecke der Targa Florio im Jahr 1972 das erste Rennen der Motorsportgeschichte, bei dem diese Technologie zum Einsatz kam.
Im Unterschied zu Ferrari meldete Alfa Romeo, im Vorjahr Doppelsieger, nach der Vorbereitungspause gleich vier Fahrzeuge, erneut jeweils kompakte Karossen wie der Porsche 908/03, daher spöttisch auch „Tipo Tedesco“ genannt. Die Alfa Romeo T33/3 waren an der Front farblich unterschiedlich, das Aufgebot lautete #1 Nino Vaccarella/Rolf Stommelen (rot), #2 Vic Elford/Gijs van Lennep (grün), #4 Andrea de Adamich/Toine Hezemans (weiß), #5 Nanni Galli/Helmut Marko (gelb). Marko und Elford waren in den letzten Jahren für Porsche am Start gewesen. Elford hatte die Targa '68 auf Werks-Porsche 907 gewonnen, war seither dort schnell aber glücklos, und konnte dank Losentscheid als erster ins Rennen. Die Strecke war durch Scirocco-Saharastaub über Nacht rutschig geworden, aber ohne Wagen vor ihm konnte er bis Collesano 30 Sekunden Vorsprung auf den nachfolgenden Alfa herausfahren; in der zweiten Runde machte ein Motordefekt den Elford-v.Lennep-Werkswagen zum beliebtesten Kinderspielplatz von Campofelice.
Ferrari hatte mitten im Alfa-Quartett den Startplatz drei bekommen. Fiorio legte vor dem Start fest, dass Merzario, der die Trainingsbestzeit erzielte und dabei unter 34 Minuten blieb, die ersten drei Runden fahren sollte, um sich dann jede zweite Runde mit Munari am Steuer abzuwechseln. Merzario übernahm nach Elford-Ausfall in Runde 2 die Führung und baute diese bis zur dritten Runde auf einen 40-Sekunden-Vorsprung auf Vaccarella aus. Als Munari den Wagen übernahm, war mit dem Vaccarella-Stommelen-Boliden schon der zweite „Alfa-Hase“ durch Defekt ausgefallen. In der vierten Runde kollidierte Lancia-Werksfahrer Munari ausgerechnet mit einer Lancia Fulvia und verlor dabei viel Zeit. Dadurch konnte Marko, eigentlich ein Gegner der Targa-Verhältnisse, in Führung gehen. Es folgte ein Rennen-langer Zweikampf zwischen dem Ferrari und dem Alfa Romeo von Galli/Marko, der beinahe durch ein Boxenproblem bei der Scuderia zugunsten von Alfa Romeo entschieden worden wäre, denn nach dem Stopp ließ sich der heiße 12-Zylinder-Ferrari-Motor einmal zwei Minuten nicht starten. Allerdings gab es auch bei den Alfa-Stopps Verzögerungen, sodass Merzario/Munari auch dank der Funkinfos nach 11 Runden einen Vorsprung von 16 Sekunden ins Ziel retten konnten, obwohl Marko am Schluss sehr schnell unterwegs war, die schnellste Vorjahresrunde unterbot, aber nicht den Rekord von Kinnunen 1970 erreichte, der noch einen leichteren Porsche fahren konnte. Der Alfa von deAdamich/Hezemans, immerhin mit Vorjahressieger und Zweitplatziertem an Bord, ergänzten mit ca. 20 Minuten Rückstand Rang 3. Immerhin 10 Runden absolvierten der viertplatzierte Lola-Sportwagen sowie der schnellste Porsche 911S auf Platz 5.

## Ergebnisse

### Schlussklassement
| 1               | S 3.0    | 3   | Ferrari SEFAC            | Arturo Merzario Sandro Munari                 | Ferrari 312PB                    | 11 |
| 2               | S 3.0    | 5   | Autodelta S.p.A.         | Nanni Galli Helmut Marko                      | Alfa Romeo T33/TT/3              | 11 |
| 3               | S 3.0    | 4   | Autodelta S.p.A.         | Andrea de Adamich Toine Hezemans              | Alfa Romeo T33/TT/3              | 11 |
| 4               | S 2.0    | 8   | Scuderia Brescia Corse   | Antonio Zadra Enrico Pasolini                 | Lola T290                        | 10 |
| 5               | GT 2.0   | 38  | Bonomelli Squadra Corse  | Gabriele Gottifredi Pino Pica                 | Porsche 911S                     | 10 |
| 6               | GT + 2.0 | 25  | Strähle KG               | Günter Steckkönig Giulio Pucci                | Porsche 911S                     | 9  |
| 7               | S 2.0    | 7   | Giuseppe Virgilio        | Giuseppe Virgilio Luigi Taramazzo             | Abarth-Osella 2000               | 9  |
| 8               | S 1.3    | 56  | Monzeglio Squadra Corse  | Maurizio Zanetti Ugo Locatelli                | Lola T212                        | 9  |
| 9               | GT 2.0   | 35  | Strähle KG               | Dieter Schmid Armando Floridia                | Porsche 914/6                    | 9  |
| 10              | GT + 2.0 | 23  | Porsche Club Romand      | Jürgen Barth Michael Keyser                   | Porsche 911S                     | 9  |
| 11              | S 1.0    | 11  | Parma                    | Francesco Cerulli-Irelli Mario Barone         | AMS SP                           | 9  |
| 12              | GT 1.6   | 85  | Ateneo                   | Giuseppe di Cristofalo E. de Franchis         | Alfa Romeo Giulia Sprint GTA     | 9  |
| 13              | GT 2.0   | 47  | Giampaolo Baruffi        | Giampaolo Baruffi Giancarlo Galmozzi          | Porsche 911                      | 9  |
| 14              | GT 2.0   | 42  | Lloyd Adrietico          | O. Ferrari Gianfranco Papetti                 | Porsche 911                      | 9  |
| 15              | GT 2.0   | 45  | Lloyd Adrietico          | Alessandro Moncini Luigi Cabella              | Porsche 911                      | 9  |
| 16              | S 1.3    | 54  | Pasquale Anastasio       | Pasquale Anastasio Giovanni Boeris            | Chevron B19                      | 9  |
| 17              | GT + 2.0 | 32  | Girolama Capra           | Girolama Capra Angelino Lepri                 | Porsche 911S                     | 9  |
| 18              | GT 1.6   | 77  | Emilio Paleari           | Emilio Paleari Girolamo Bertoni               | Alpine A110                      | 9  |
| 19              | GT 1.6   | 88  | Michele Terminiello      | Michele Terminiello Giuseppe Esposito         | Alfa Romeo Giulia Sprint GTA     | 9  |
| 20              | GT 2.0   | 44  | Romani Piloti            | Giovanni Marini Mirto Antigoni                | Porsche 911                      | 8  |
| 21              | GT + 2.0 | 29  | Scuderia Brescia Corse   | Piero Monticone Guido Fossati                 | Porsche 911S                     | 8  |
| 22              | GT 1.6   | 76  | Monzeglio                | Renato Giono Mario Zanetti                    | Alfa Romeo GTA                   | 8  |
| 23              | GT 1.3   | 99  | Pegaso                   | Marco de Bartoli Benedetto Rosolia            | Lancia Fulvia HF                 | 8  |
| 24              | GT 1.3   | 92  | Romano Ramonio           | Romano Ramonio Gianni Varese                  | Alpine A110                      | 8  |
| 25              | S 1.6    | 48  | Eris Tondelli            | Eris Tondelli Mauro Formento                  | Tondelli BT                      | 8  |
| 26              | GT 1.3   | 94  | Domenico Cedrati         | Domenico Cedrati Giancarlo Galimberti         | Alpine A110                      | 8  |
| 27              | GT 1.6   | 94  | Pegaso                   | Salvatore Barraco Luigi Sartorio              | Alpine A110                      | 8  |
| 28              | S 1.3    | 58  | Franco Lisitano          | Franco Lisitano Toti Fenga                    | Lancia Fulvia Sport Competizione | 8  |
| 29              | GT 1.6   | 89  | Pegaso                   | Domenico Lo Bello Vincenzo Traina             | Lancia Fulvia HF                 | 8  |
| 30              | S 1.0    | 63  | Romani Piloti            | Stefano Sebastiani Antonio Palangio           | AMS SP                           | 8  |
| 31              | GT 1.3   | 96  | Scuderia Brescia Corse   | Aldo Bersano Duilio Truffo                    | Alpine A110                      | 8  |
| 32              | GT 1.3   | 93  | Pegaso                   | Sergio Mantia Gualberto Carducci              | Alpine A110                      | 8  |
| 33              | GT 1.6   | 83  | Cucinotta                | Domenico Patti Salvatore Cucinotta            | Lancia Fulvia HF                 | 8  |
| 34              | S 1.6    | 50  | Aretusa                  | Aldo Fina „Tex Willer“                        | Lancia Fulvia T&S                | 8  |
| 35              | GT 1.6   | 78  | Ateneo                   | Silvestre Semilia Giuseppe Crescenti          | Alfa Romeo GTA                   | 7  |
| 36              | GT 1.3   | 101 | Ateneo                   | Alfonso di Garbo Antonio Mascari              | Simca 1300                       | 7  |
| 37              | GT 1.3   | 100 | Scuderia Citte dei Mille | Ugo Barillaro Alberto Fasce                   | Alpine A110                      | 7  |
| 38              | GT 1.3   | 102 | Bruno Bonacina           | Mario Regis Bruno Bonacina                    | Alpine A110                      | 7  |
| Disqualifiziert |          |     |                          |                                               |                                  |    |
| 39              | GT 2.0   | 40  | Pegaso                   | Giuseppe Spatafora Friedrich von Meiter       | Porsche 911                      | 9  |
| Ausgefallen     |          |     |                          |                                               |                                  |    |
| 40              | S 2.0    | 14  | Gianfranco Bonetto       | Giovanni Alberti Gianfranco Bonetto           | Chevron B21                      | 6  |
| 41              | GT 2.0   | 41  | Kleber Racing            | Horst Klauke Helmut Gall                      | Porsche 911                      | 6  |
| 42              | S 1.3    | 57  | Ateneo                   | Piero Donato Giampaolo Ceraolo                | Giliberti A112                   | 6  |
| 42              | S 1.0    | 72  | Don Pedrito              | Don Pedrito Massimo Cavatorta                 | OMS                              | 6  |
| 43              | S 2.0    | 11  | Pegaso                   | Alfonso Merendino Raffaele Restivo            | Abarth 2000                      | 5  |
| 44              | S 1.0    | 66  | Cesare Garrone           | Cesare Garrone Eugenio Tinghi                 | AMS SP                           | 5  |
| 45              | GT 1.6   | 74  | Scuderia Citte dei Mille | Vincenzo Mirto Randazzo Antonio Ferraro       | Alfa Romeo GTA                   | 5  |
| 46              | GT 2.0   | 43  | Conrero Squadra          | Alberto Rosselli Paolo Monti                  | Opel GT                          | 4  |
| 47              | GT 2.0   | 46  | Francesco Cosentino      | Francesco Cosentino Achille Soria             | Porsche 911                      | 4  |
| 48              | S 1.6    | 49  | Scuderia Nissena         | Carmelo Giugno Salvatore Sutera               | Alfa Romeo Giulia TZ             | 4  |
| 49              | GT 1.6   | 80  | Alberto Librizzi         | Alberto Librizzi Renato Barraja               | Lancia Fulvia HF                 | 4  |
| 50              | GT 1.6   | 90  | Paolo Massai             | Paolo Massai Roberto Nardini                  | Alfa Romeo GTA                   | 4  |
| 51              | S 3.0    | 1   | Autodelta SpA            | Nino Vaccarella Rolf Stommelen                | Alfa Romeo T33/TT/3              | 3  |
| 52              | S 2.0    | 6   | Scuderia Brescia Corse   | Marsilio Pasotti Carlo Facetti                | Abarth-Osella 2000               | 3  |
| 53              | S 2.0    | 21  | Mario Tropia             | Aldo Fasano Mario Tropia                      | Abarth 2000S                     | 3  |
| 54              | GT + 2.0 | 31  | Porsche Club Romand      | Gérard Dantan-Merlin Raymond Pochet           | Porsche 911S                     | 3  |
| 55              | S 1.0    | 70  | Sant Paul                | Francesco Patané Orazio Scaglia               | Fiat-Abarth 1000S                | 3  |
| 56              | GT 1.3   | 97  | Ateneo                   | Florindo Mollica Antonio Guagliardo           | Lancia Fulvia Sport              | 3  |
| 57              | S 2.0    | 9   | Antonio Nicodemi         | Silvio Moser Antonio Nicodemi                 | Lola T290                        | 2  |
| 58              | S 2.0    | 12  | Scuderia Brescia Corse   | Franco Berruto Mario Ilotte                   | Abarth 2000                      | 2  |
| 59              | GT + 2.0 | 22  | Porsche Club Romand      | Claude Haldi Bernard Chenevière               | Porsche 911S                     | 2  |
| 60              | GT + 2.0 | 28  | Liqui-Moly               | Eberhard Sindel Klaus Rang                    | Porsche 911S                     | 2  |
| 61              | GT 2.0   | 33  | Conrero Squadra          | Rosadelle Facetti Marie-Claude Charmasson     | Opel GT                          | 2  |
| 62              | S 1.3    | 59  | Ateneo                   | Gaetano Sidoti Abate Francesco Fiorentino     | Matra Djet 5S                    | 2  |
| 63              | S 1.0    | 64  | Ateneo                   | Francesco di Matteo „Lubar“                   | AMS SP                           | 2  |
| 64              | GT 1.6   | 81  | Giovanni Rizzo           | Giovanni Rizzo Settimino Balistreri           | Alfa Romeo GTA                   | 2  |
| 65              | GT 1.3   | 98  | Pegaso                   | Gaetano Lo Jacono Giuliano Savona             | Lancia Fulvia HF                 | 2  |
| 65              | S 2.0    | 10  | Scuderia Citte dei Mille | Eugenio Renna Ignazio Capuano                 | Chevron B21                      | 1  |
| 66              | GT 2.0   | 36  | Edward Negus             | Edward Negus Peter Richardson                 | Porsche 911S                     | 1  |
| 67              | S 1.0    | 62  | Nettuno                  | Mauro Nesti Mario Rovella                     | Raymond                          | 1  |
| 68              | S 1.0    | 71  | Sant Paul                | Francesco Troia Aguglia                       | Fiat-Abarth 1000S                | 1  |
| 69              | GT 1.6   | 75  | Pegaso                   | Paolo de Luca Giuseppe Vassallo               | Alfa Romeo GTA                   | 1  |
| 70              | GT 1.6   | 82  | Ateneo                   | Salvatore Gagliano Giuseppina Gagliano        | Alfa Romeo GTA                   | 1  |
| 71              | S 3.0    | 2   | Autodelta SpA            | Vic Elford Gijs van Lennep                    | Alfa Romeo T33/TT/3              | 1  |
| 72              | S 2.0    | 15  | Autodelta SpA            | Martin Davidson Jack Wheeler                  | Daren Mk.3                       | 1  |
| 73              | GT + 2.0 | 27  | Schiller Racing          | Florian Vetsch Jean Selz                      | Porsche 911S                     | 1  |
| 74              | GT 2.0   | 39  | Giovanni Martino         | Giovanni Martino Salvatore Calascibetta       | Fiat 124 Spider                  | 1  |
| Nicht gestartet |          |     |                          |                                               |                                  |    |
| 75              | GT + 2.0 | 26  | Ennio Bonomelli          | Ennio Bonomelli Everardo Ostini               | Porsche 911S                     | 1  |
| 76              | GT + 2.0 | 30  | Pegaso                   | Libero Marchiolo Sergio Mingotti              | Porsche 911S                     | 2  |
| 77              | GT 2.0   | 34  | Conrero Squadra          | Giorgio Pianta Giorgio Schön                  | Porsche 911S                     | 3  |
| 78              | S 1.6    | 51  | Aretusa                  | Matteo Sgarlata Joe Anastasi                  | Morris Mini Cooper               | 4  |
| 79              | S 1.6    | 52  | Peter Leigh Davis        | Peter Leigh Davis                             | Ginetta G4                       | 5  |
| 80              | S 1.3    | 55  | Pegaso                   | Giancarlo Barba Roberto Chiaramonte Bordonaro | Giliberti A112                   | 6  |
| 81              | S 1.0    | 65  | Mario Litrico            | Alfio Gambero Mario Litrico                   | OMS                              | 7  |
| 82              | S 1.0    | 69  | Giuseppe Bargotti        | Giuseppe Bargotti Pier Luigi Muccini          | Fiat-Abarth 1000S                | 8  |
| 83              | GT 1.3   | 95  | Lloyd Adrietico          | Giovanni Arcovito „Carab“                     | Alpine A110                      | 9  |
| 84              | S 3.0    | 1T  | Autodelta SpA            | Vic Elford Rolf Stommelen                     | Alfa Romeo T33/TT/3              | 10 |
| 85              | S 3.0    | 3T  | Ferrari SEFAC            | Sandro Munari Arturo Merzario                 | Ferrari 312PB                    | 11 |
| 86              | GT + 2.0 | 23T | Porsche Club Romand      | Jürgen Barth Michael Keyser                   | Porsche 911S                     | 12 |

1Fahrzeug abgetreten
2nicht gestartet
3nicht gestartet
4nicht gestartet
5Zahnriemenschaden im Training
6nicht gestartet
7nicht gestartet
8Unfall im Training
9nicht gestartet
10Trainingswagen
11Trainingswagen
12Trainingswagen

### Nur in der Meldeliste
Hier finden sich Teams, Fahrer und Fahrzeuge, die ursprünglich für das Rennen gemeldet waren, aber aus den unterschiedlichsten Gründen daran nicht teilnahmen.
| Pos. | Klasse   | Nr. | Team                   | Fahrer                             | Chassis             |
| ---- | -------- | --- | ---------------------- | ---------------------------------- | ------------------- |
| 87   | S 2.0    | 16  | Gabriele Serblin       | Gabriele Serblin Luigi Casarotto   | Chevron B19         |
| 88   | S 2.0    | 18  | Giorgio Danieli        | Giorgio Danieli Giuseppe Rossi     | Lola T290           |
| 89   | S 2.0    | 19  | Etna                   | Alfio Nicolosi Angelo Bonaccorsi   | Porsche 910         |
| 90   | S 2.0    | 20  | Scuderia Pegaso        | Leandro Terra Pietro Lo Piccolo    | Ferrari Dino 206S   |
| 91   | GT + 2.0 | 24  | Kremer Racing          | Erwin Kremer John Fitzpatrick      | Porsche 911S        |
| 92   | GT 2.0   | 37  | Scuderia Brescia Corse | Everardo Ostini Guido Nicolai      | Porsche 911         |
| 93   | S 1.3    | 53  | Mario Nardari          | Mario Nardari Orazio Scaglia       | AMS 1300            |
| 94   | S 1.0    | 61  | Alberto Dona           | Alberto Dona Gianpaolo Benedini    | AMS SP              |
| 95   | S 1.0    | 67  | Jolly Club             | Antonio Benelli F. Ferrucci        | Bandini             |
| 96   | S 1.0    | 68  | Nettuno                | Giovanni Landi Piero Falorni       | Fiat-Abarth 1000S   |
| 97   | S 1.0    | 73  | Giancarlo Scotti       | Giancarlo Scotti Paolo Gonfiantini | ATS 1600SP          |
| 98   | GT 1.6   | 84  | Centro Sicula          | Vito Tipa Giuseppe Valenza         | Alfa Romeo GTA      |
| 99   | GT 1.6   | 86  | Amerigo Migliazzi      | Amerigo Migliazzi Mauro Sacchini   | Alfa Romeo GTA      |
| 100  | GT 1.6   | 87  | Pegaso                 | Francesco Jemma Girolama Caci      | Alfa Romeo GTA      |
| 101  | GT 1.3   | 91  | Erasmo Bologna         | Erasmo Bologna „Jokrysa“           | Lancia Fulvia Sport |

### Klassensieger
| Klasse   | Fahrer                   | Fahrer            | Fahrzeug                     | Platzierung im Gesamtklassement |
| -------- | ------------------------ | ----------------- | ---------------------------- | ------------------------------- |
| S 3.0    | Arturo Merzario          | Sandro Munari     | Ferrari 312PB                | Gesamtsieg                      |
| S 2.0    | Antonio Zadra            | Enrico Pasolini   | Lola T290                    | Rang 4                          |
| S 1.6    | Eris Tondelli            | Mauro Formento    | Tondelli BT                  | Rang 25                         |
| S 1.3    | Maurizio Zanetti         | Ugo Locatelli     | Lola T212                    | Rang 8                          |
| S 1.0    | Francesco Cerulli-Irelli | Mario Barone      | AMS SP                       | Rang 11                         |
| GT + 2.0 | Günther Steckkönig       | Giulio Pucci      | Porsche 911S                 | Rang 6                          |
| GT 2.0   | Gabriele Gottifredi      | Pino Pica         | Porsche 911S                 | Rang 5                          |
| GT 1.6   | Giuseppe di Cristofalo   | E. de Franchis    | Alfa Romeo Giulia Sprint GTA | Rang 12                         |
| GT 1.3   | Marco de Bartoli         | Benedetto Rosolia | Lancia Fulvia HF             | Rang 23                         |

### Renndaten
- Gemeldet: 101
- Gestartet: 74
- Gewertet: 38
- Rennklassen: 9
- Zuschauer: 400.000
- Wetter am Renntag: warm und trocken
- Streckenlänge: 72,000 km
- Fahrzeit des Siegerteams: 6:27:48,000 Stunden
- Gesamtrunden des Siegerteams: 11
- Gesamtdistanz des Siegerteams: 792,000 km
- Siegerschnitt: 122,537 km/h
- Pole Position: Arturo Merzario – Ferrari 312PB (#3) – 33.59.700 = 127,078 km/h
- Schnellste Rennrunde: Helmut Marko – Alfa Romeo T33/TT/3 (#5) – 33.41.000 = 128,253 km/h
- Rennserie: 7. Lauf zur Sportwagen-Weltmeisterschaft 1972